# Intégration horizontale
Pour les articles homonymes, voir Intégration.
En management, l'intégration horizontale (ou concentration horizontale) consiste pour une entreprise à étendre son réseau, en acquérant ou développant des activités économiques au même niveau de la chaîne de valeur que ses produits. Lorsque cette intégration est contractuelle et concerne une filière entière, il s'agit alors d'une filière intégrée.
Les acquisitions d'activités économiques peuvent être : 
- des entreprises concurrentes, avec pour conséquence de diminuer la concurrence ;
- des activités commercialisant des produits similaires, avec l'objectif de se diversifier ;
- des activités commercialisant des produits de substitution, ce qui diminue la menace des produits de substitution.

Le développement d'activités économiques est la complétion de la gamme de produits de l'entreprise (pour répondre aux besoins des clients).
Ainsi, le but de la concentration horizontale est bien souvent de réduire la concurrence, ou encore de répartir les coûts sur une plus grande quantité de produits.
Généralement, une intégration horizontale a pour conséquence de normaliser l'activité support de l'entreprise, qui peut alors s'appliquer à tous les produits du réseau, entrainant une économie substantielle.

## Élevage en intégration
Ce modèle économique résulte de contrats passés entre une entreprise et des éleveurs : ceux-ci fournissent la force de travail, possèdent les murs et terrains de leur exploitation. En général, ils achètent les jeunes (poussins, porcins, veaux, etc.) à l'industriel, ainsi que les aliments, puis lui revendent les animaux à l'issue de la phase d'élevage. Les prix de vente et d'achat sont fixés par l'industriel, ce qui dans les faits transforment l'agriculteur en semi-salarié portant une grande partie des risques, avec des espoirs de gain limités,.

## Exemple
Une entreprise spécialisée dans la production de yaourt aromatisé à un seul goût de fruit réalise une intégration horizontale si :
- Elle achète une ou sa concurrente, pour essayer d'atteindre un statut de majorité voire de monopole sur le marché visé, ici les yaourts.
- Elle lance des nouveaux yaourts aux goûts différents de celui qu'elle produisait avant.
- Elle se lance sur le marché des yaourts à boire comme étant un produit de substitution.